# Segona divisió espanyola de futbol 1959-1960
Resum de l'activitat de la temporada 1959-1960 de la Segona divisió espanyola de futbol.

## Grup Nord

### Clubs participants
| Club                         | Ciutat     | Estadi               |
| ---------------------------- | ---------- | -------------------- |
| Deportivo Alavés             | Vitòria    | Mendizorroza         |
| Real Avilés CF               | Avilés     | La Exposición        |
| Barakaldo Altos Hornos       | Barakaldo  | Lasesarre            |
| CD Baskonia                  | Basauri    | Pedro López Cortázar |
| RC Celta de Vigo             | Vigo       | Balaídos             |
| CD Comtal                    | Barcelona  | Les Corts            |
| Cultural y Deportiva Leonesa | Lleó       | La Puentecilla       |
| RC Deportivo La Coruña       | La Corunya | Riazor               |
| Club Ferrol                  | Ferrol     | Manuel Rivera        |
| Real Gijón CF                | Gijón      | El Molinón           |
| SD Indautxu                  | Bilbao     | Garellano            |
| CD Orense                    | Ourense    | José Antonio         |
| CE Sabadell FC               | Sabadell   | Creu Alta            |
| Real Santander SD            | Santander  | El Sardinero         |
| Club Sestao                  | Sestao     | Las Llanas           |
| CD Terrassa                  | Terrassa   | Obispo Irurita       |

### Classificació
| Pos | Equip                  | PJ | PG | PE | PP | GF | GC | DG  | Pts | Promoció, classificació o descens |
| --- | ---------------------- | -- | -- | -- | -- | -- | -- | --- | --- | --------------------------------- |
| 1   | Real Santander (P)     | 30 | 17 | 8  | 5  | 63 | 28 | +35 | 42  | Ascens a Primera Divisió          |
| 2   | Celta Vigo             | 30 | 18 | 4  | 8  | 63 | 37 | +26 | 40  | Promoció d'ascens                 |
| 3   | CD Ourense             | 30 | 15 | 7  | 8  | 56 | 41 | +15 | 37  |                                   |
| 4   | Deportivo de La Coruña | 30 | 16 | 3  | 11 | 56 | 47 | +9  | 35  |                                   |
| 5   | Real Gijón             | 30 | 14 | 4  | 12 | 56 | 44 | +12 | 32  |                                   |
| 6   | Terrassa FC            | 30 | 12 | 7  | 11 | 47 | 44 | +3  | 31  |                                   |
| 7   | CE Sabadell            | 30 | 13 | 5  | 12 | 52 | 41 | +11 | 31  |                                   |
| 8   | Indautxu               | 30 | 13 | 3  | 14 | 56 | 54 | +2  | 29  |                                   |
| 9   | Barakaldo CF           | 30 | 11 | 7  | 12 | 53 | 51 | +2  | 29  |                                   |
| 10  | Comtal                 | 30 | 11 | 7  | 12 | 46 | 45 | +1  | 29  |                                   |
| 11  | CD Baskonia            | 30 | 11 | 5  | 14 | 41 | 57 | −16 | 27  |                                   |
| 12  | Cultural Leonesa       | 30 | 10 | 7  | 13 | 47 | 61 | −14 | 27  |                                   |
| 13  | Alavés (R)             | 30 | 8  | 8  | 14 | 44 | 70 | −26 | 24  | Promoció de descens               |
| 14  | Sestao (O)             | 30 | 9  | 6  | 15 | 30 | 47 | −17 | 24  | Promoció de descens               |
| 15  | Real Avilés (R)        | 30 | 6  | 10 | 14 | 38 | 52 | −14 | 22  | Descens a Tercera Divisió         |
| 16  | Ferrol (R)             | 30 | 9  | 3  | 18 | 50 | 79 | −29 | 21  | Descens a Tercera Divisió         |

### Resultats
| Casa \ Fora            | ALA | AVI | BAR | BAS | CEL | CON | CUL | DEP | FER | GIJ | IND | ORE | SAB | SAT | SES | TAR |
| ---------------------- | --- | --- | --- | --- | --- | --- | --- | --- | --- | --- | --- | --- | --- | --- | --- | --- |
| Alavés                 | —   | 3–3 | 6–1 | 0–0 | 1–0 | 1–1 | 3–1 | 0–0 | 5–2 | 3–2 | 2–2 | 1–2 | 2–1 | 1–1 | 3–1 | 3–1 |
| Avilés                 | 4–0 | —   | 1–1 | 1–1 | 0–0 | 1–1 | 2–1 | 1–2 | 2–1 | 4–0 | 0–0 | 0–1 | 0–1 | 1–1 | 1–3 | 3–0 |
| Barakaldo CF           | 1–1 | 3–1 | —   | 1–2 | 2–0 | 2–0 | 6–2 | 2–0 | 5–1 | 0–4 | 0–0 | 4–0 | 1–2 | 1–0 | 0–0 | 5–1 |
| CD Baskonia            | 2–0 | 3–1 | 1–3 | —   | 0–2 | 0–1 | 4–2 | 0–1 | 5–0 | 2–0 | 3–0 | 0–0 | 2–1 | 1–2 | 2–1 | 1–1 |
| Celta de Vigo          | 5–0 | 3–0 | 3–1 | 5–1 | —   | 2–1 | 3–1 | 4–0 | 5–2 | 2–1 | 4–2 | 1–1 | 4–0 | 0–0 | 3–1 | 1–0 |
| Comtal                 | 2–0 | 1–1 | 3–3 | 1–2 | 3–0 | —   | 4–1 | 2–2 | 4–1 | 5–0 | 2–1 | 5–1 | 2–0 | 1–0 | 1–1 | 2–1 |
| Cultural Leonesa       | 3–2 | 2–2 | 1–0 | 2–1 | 5–1 | 2–1 | —   | 2–3 | 1–1 | 0–0 | 4–2 | 2–0 | 2–1 | 1–2 | 4–1 | 1–1 |
| Deportivo de La Coruña | 4–2 | 3–1 | 3–1 | 2–0 | 2–1 | 2–0 | 4–1 | —   | 3–0 | 1–1 | 3–1 | 1–2 | 1–0 | 1–2 | 5–1 | 1–0 |
| Ferrol                 | 5–2 | 5–2 | 3–3 | 5–0 | 1–2 | 1–1 | 2–3 | 2–5 | —   | 1–0 | 1–0 | 1–0 | 2–1 | 0–3 | 2–3 | 2–1 |
| Gijón                  | 3–0 | 0–1 | 3–1 | 0–1 | 3–1 | 6–1 | 3–0 | 4–1 | 4–1 | —   | 3–0 | 4–2 | 1–0 | 1–1 | 5–0 | 2–0 |
| Indautxu               | 4–1 | 3–0 | 2–1 | 5–1 | 2–1 | 3–0 | 2–0 | 4–3 | 3–1 | 2–0 | —   | 7–4 | 4–1 | 3–1 | 0–1 | 1–3 |
| CD Ourense             | 5–0 | 3–3 | 4–0 | 4–1 | 1–3 | 4–0 | 2–0 | 3–0 | 4–1 | 3–0 | 1–0 | —   | 1–0 | 1–0 | 1–1 | 1–0 |
| CE Sabadell            | 7–0 | 4–2 | 1–1 | 1–1 | 1–3 | 2–1 | 2–2 | 3–1 | 7–2 | 2–0 | 3–1 | 2–1 | —   | 2–1 | 4–0 | 2–2 |
| Santander              | 4–1 | 4–0 | 3–2 | 8–2 | 1–1 | 2–0 | 6–1 | 3–1 | 2–1 | 5–1 | 2–0 | 1–1 | 0–0 | —   | 4–2 | 1–0 |
| Sestao                 | 1–1 | 1–0 | 0–1 | 2–0 | 0–1 | 2–0 | 0–0 | 2–0 | 0–1 | 1–2 | 2–0 | 0–0 | 0–1 | 1–3 | —   | 1–0 |
| Terrassa FC            | 2–0 | 1–0 | 3–1 | 5–2 | 4–2 | 1–0 | 0–0 | 2–1 | 3–2 | 3–3 | 6–2 | 3–3 | 1–0 | 0–0 | 2–1 | —   |

| Golejador         | Gols | Equip          |
| ----------------- | ---- | -------------- |
| Cesáreo Rivera    | 23   | CD Ourense     |
| Nicolás Mentxaka  | 19   | Barakaldo CF   |
| Francesc Sampedro | 17   | Real Santander |
| Javier Barrena    | 16   | Indautxu       |
| Lolo Gómez        | 15   | Celta Vigo     |

| Porter       | Gols | Partits | Mitjana | Equip                  |
| ------------ | ---- | ------- | ------- | ---------------------- |
| Padrón       | 37   | 30      | 1.23    | Celta Vigo             |
| Gelucho      | 33   | 25      | 1.32    | CD Ourense             |
| Joan Visa    | 34   | 22      | 1.55    | Terrassa FC            |
| Juan Emery   | 46   | 29      | 1.59    | Deportivo de La Coruña |
| Manuel Barea | 34   | 20      | 1.7     | Real Gijón             |

## Grup Sud

### Clubs participants
| Club                 | Ciutat                 | Estadi                    |
| -------------------- | ---------------------- | ------------------------- |
| CA Almería           | Almeria                | La Falange                |
| CD Badajoz           | Badajoz                | El Vivero                 |
| Cadis CF             | Cadis                  | Ramón de Carranza         |
| CA Ceuta             | Ceuta                  | Alfonso Murube            |
| Córdoba CF           | Còrdova                | El Arcángel               |
| CF Extremadura       | Almendralejo           | Francisco de la Hera      |
| Real Jaén CF         | Jaén                   | La Victoria               |
| Llevant UE           | València               | Vallejo                   |
| RCD Mallorca         | Mallorca               | Luis Sitjar               |
| CD Mestalla          | València               | Mestalla                  |
| Reial Múrcia         | Múrcia                 | La Condomina              |
| AD Plus Ultra        | Madrid                 | Camp de Ciudad Lineal     |
| AD Rayo Vallecano    | Madrid                 | Vallecas                  |
| Recreativo de Huelva | Huelva                 | Municipal                 |
| CD San Fernando      | San Fernando           | Marqués de Varela         |
| CD Tenerife          | Santa Cruz de Tenerife | Heliodoro Rodríguez López |

### Classificació
| Pos | Equip                | PJ | PG | PE | PP | GF | GC | DG  | Pts | Promoció, classificació o descens |
| --- | -------------------- | -- | -- | -- | -- | -- | -- | --- | --- | --------------------------------- |
| 1   | RCD Mallorca (P)     | 30 | 16 | 8  | 6  | 44 | 22 | +22 | 40  | Ascens a Primera Divisió          |
| 2   | Córdoba CF           | 30 | 18 | 3  | 9  | 52 | 24 | +28 | 39  | Promoció d'ascens                 |
| 3   | Real Jaén            | 30 | 17 | 3  | 10 | 54 | 37 | +17 | 37  |                                   |
| 4   | Plus Ultra           | 30 | 12 | 11 | 7  | 58 | 43 | +15 | 35  |                                   |
| 5   | Rayo Vallecano       | 30 | 15 | 3  | 12 | 47 | 40 | +7  | 33  |                                   |
| 6   | Llevant UE           | 30 | 15 | 3  | 12 | 57 | 51 | +6  | 33  |                                   |
| 7   | Reial Múrcia         | 30 | 11 | 10 | 9  | 37 | 34 | +3  | 32  |                                   |
| 8   | Atlético Ceuta       | 30 | 13 | 5  | 12 | 41 | 36 | +5  | 31  |                                   |
| 9   | San Fernando         | 30 | 12 | 4  | 14 | 44 | 48 | −4  | 28  |                                   |
| 10  | CD Tenerife          | 30 | 11 | 6  | 13 | 41 | 48 | −7  | 28  |                                   |
| 11  | Mestalla             | 30 | 13 | 2  | 15 | 40 | 42 | −2  | 28  |                                   |
| 12  | CF Extremadura       | 30 | 10 | 7  | 13 | 50 | 49 | +1  | 27  |                                   |
| 13  | Recreativo (R)       | 30 | 9  | 7  | 14 | 41 | 58 | −17 | 25  | Promoció de descens               |
| 14  | Cadis CF (O)         | 30 | 9  | 5  | 16 | 43 | 55 | −12 | 23  | Promoció de descens               |
| 15  | Atlético Almería (R) | 30 | 7  | 9  | 14 | 24 | 57 | −33 | 23  | Descens a Tercera Divisió         |
| 16  | Badajoz (R)          | 30 | 7  | 4  | 19 | 37 | 66 | −29 | 18  | Descens a Tercera Divisió         |

### Resultats
| Casa \ Fora      | ALM | BAD | CÁD | CEU | CÓR | EXT | JAÉ | LEV | MLL | MES | MUR | PLU | RAY | REC | SFE | TEN |
| ---------------- | --- | --- | --- | --- | --- | --- | --- | --- | --- | --- | --- | --- | --- | --- | --- | --- |
| Atlético Almería | —   | 0–2 | 3–1 | 1–0 | 0–1 | 2–1 | 3–1 | 1–1 | 0–0 | 4–0 | 1–1 | 0–0 | 0–0 | 0–0 | 1–0 | 3–2 |
| Badajoz          | 3–0 | —   | 2–1 | 0–0 | 0–2 | 0–2 | 0–2 | 1–2 | 0–0 | 4–2 | 2–1 | 1–4 | 2–2 | 1–1 | 3–2 | 1–2 |
| Cadis CF         | 4–1 | 3–1 | —   | 2–2 | 1–3 | 6–1 | 0–2 | 2–1 | 2–2 | 0–1 | 3–2 | 1–1 | 3–1 | 3–0 | 1–0 | 2–0 |
| Atlético Ceuta   | 5–0 | 5–1 | 1–1 | —   | 1–0 | 4–0 | 2–1 | 2–0 | 1–0 | 1–0 | 0–0 | 2–1 | 1–0 | 2–0 | 0–0 | 3–0 |
| Córdoba CF       | 4–0 | 6–1 | 3–0 | 3–1 | —   | 3–1 | 1–0 | 3–1 | 0–0 | 3–0 | 0–1 | 2–0 | 1–0 | 1–1 | 4–1 | 2–0 |
| CF Extremadura   | 0–0 | 3–1 | 3–0 | 4–0 | 2–0 | —   | 3–0 | 1–2 | 1–3 | 2–1 | 1–1 | 2–2 | 4–1 | 5–1 | 1–2 | 2–0 |
| Real Jaén        | 7–1 | 4–0 | 2–1 | 3–1 | 1–0 | 2–1 | —   | 4–2 | 2–0 | 3–1 | 1–1 | 1–0 | 2–1 | 1–2 | 3–2 | 2–1 |
| Llevant UE       | 1–1 | 3–2 | 1–0 | 3–1 | 2–0 | 2–1 | 1–3 | —   | 1–2 | 1–0 | 2–0 | 4–3 | 2–0 | 4–2 | 3–2 | 8–2 |
| RCD Mallorca     | 6–0 | 2–0 | 6–2 | 1–0 | 1–0 | 2–2 | 2–0 | 2–1 | —   | 1–0 | 2–0 | 1–1 | 0–0 | 2–0 | 2–1 | 1–0 |
| Mestalla         | 1–0 | 3–1 | 3–1 | 2–0 | 0–1 | 3–0 | 2–1 | 2–0 | 0–1 | —   | 3–1 | 2–1 | 1–3 | 7–0 | 1–0 | 0–0 |
| Reial Múrcia     | 0–0 | 1–3 | 2–0 | 2–1 | 2–0 | 1–1 | 3–1 | 0–0 | 0–1 | 1–1 | —   | 3–0 | 1–0 | 3–0 | 1–0 | 2–0 |
| Plus Ultra       | 4–0 | 1–0 | 1–0 | 4–0 | 1–1 | 2–1 | 2–2 | 4–2 | 1–1 | 3–1 | 2–2 | —   | 2–3 | 4–1 | 4–2 | 1–0 |
| Rayo Vallecano   | 4–0 | 1–0 | 2–1 | 1–0 | 1–4 | 2–0 | 2–1 | 5–3 | 1–0 | 4–1 | 4–2 | 1–2 | —   | 1–0 | 4–0 | 2–1 |
| Recreativo       | 4–1 | 6–3 | 1–1 | 3–2 | 0–1 | 2–2 | 0–1 | 1–0 | 2–1 | 0–1 | 4–1 | 2–2 | 2–1 | —   | 3–0 | 1–1 |
| San Fernando     | 2–1 | 2–0 | 5–0 | 1–2 | 1–0 | 2–2 | 2–1 | 3–2 | 2–1 | 2–0 | 0–1 | 3–3 | 1–0 | 3–2 | —   | 1–1 |
| CD Tenerife      | 2–0 | 3–2 | 2–1 | 2–1 | 4–3 | 2–1 | 0–0 | 1–2 | 2–1 | 3–1 | 1–1 | 2–2 | 3–0 | 3–0 | 1–2 | —   |

| Golejador         | Gols | Equip          |
| ----------------- | ---- | -------------- |
| José Paredes      | 25   | Llevant UE     |
| Fritz Hollaus     | 18   | Rayo Vallecano |
| Juan Manuel Villa | 16   | Plus Ultra     |
| Quirro            | 16   | Recreativo     |
| Manuel Haro       | 15   | Real Jaén      |

| Porter             | Gols | Partits | Mitjana | Equip          |
| ------------------ | ---- | ------- | ------- | -------------- |
| Ricardo Zamora     | 18   | 27      | 0.67    | RCD Mallorca   |
| José Campillo      | 34   | 30      | 1.13    | Reial Múrcia   |
| Félix Arrizabalaga | 32   | 27      | 1.19    | Mestalla       |
| Lorenzo Zúnica     | 35   | 29      | 1.21    | Atlético Ceuta |
| José Bermúdez      | 37   | 30      | 1.23    | Real Jaén      |

## Promoció d'ascens

### Anada
| 22 de maig de 1960 | Celta Vigo    | 2-2     | Reial Valladolid          | Vigo                           |  |
|                    | Bayo 52', 88' | Informe | Morollón 49' · Zaldúa 60' | Balaídos · Gardeazabal Garay · |  |

| 29 de maig de 1960 | Reial Societat        | 2-1     | Córdoba CF  | Sant Sebastià            |  |
|                    | Azcárate 2' · Paz 34' | Informe | Joaquín 68' | Atotxa · Marrón Martín · |  |

### Tornada
| 29 de maig de 1960 | Reial Valladolid                                            | 5-0 (Total: 7-2) | Celta Vigo | Valladolid                         |  |
|                    | Solé 29' (pen.), 69' (pen.) · Zaldúa 32', 51' · Endériz 88' | Informe          |            | José Zorrilla · Zariquiegui Izco · |  |

| 5 de juny de 1960 | Córdoba CF | 1-0 (Total: 2-2) | Reial Societat | Còrdova                          |  |
|                   | Homar 17'  | Informe          |                | El Arcángel · García Fernández · |  |

### Desempat
| 7 de juny de 1960 | Reial Societat | 1-0     | Córdoba CF | Madrid                                  |  |
|                   | Rivera 50'     | Informe |            | Santiago Bernabéu · Caballero Camacho · |  |

## Promoció de descens

### Anada
| 19 de juny de 1960 | CE Castelló                    | 3-1     | Recreativo | Castelló de la Plana      |  |
|                    | Duarte 10' · Doménech 44', 70' | Informe | Quirro 6'  | Castàlia · Arrese Napal · |  |

| 19 de juny de 1960 | CE Manresa  | 1-1     | Sestao        | Manresa                        |  |
|                    | Queralt 83' | Informe | Izaguirre 57' | El Pujolet · Canera Coscolín · |  |

| 19 de juny de 1960 | UD Salamanca          | 2-0     | Alavés | Salamanca                   |  |
|                    | Toni 46' · Blanco 49' | Informe |        | Calvario · Ruiz Alciturri · |  |

| 19 de juny de 1960 | Algeciras | 1-1     | Cadis CF   | Algesires             |  |
|                    | Pepín 40' | Informe | García 79' | El Mirador · Clausí · |  |

### Tornada
| 25 de juny de 1960 | Sestao              | 3-0 (Total: 4-1) | CE Manresa | Sestao                       |  |
|                    | Sasia 34', 49', 55' | Informe          |            | Las Llanas · Razquin Antía · |  |

| 26 de juny de 1960 | Alavés    | 1-1 (Total: 1-3) | UD Salamanca | Vitoria-Gasteiz                |  |
|                    | Uribe 51' | Informe          | Barrado 44'  | Mendizorrotza · Mateu Bernat · |  |

| 26 de juny de 1960 | Recreativo | 1-2 (Total: 2-5) | CE Castelló               | Huelva                         |  |
|                    | Víctor 58' | Informe          | Vitaller 55' · Duarte 82' | Colombino · De la O Santiago · |  |

| 26 de juny de 1960 | Cadis CF                      | 2-1 (Total: 3-2) | Algeciras | Cadis                                   |  |
|                    | Pedrusco 49' · Sornichero 57' | Informe          | Soler 87' | Ramón de Carranza · Pascual Hernández · |  |

## Resultats finals
- Campió: Real Santander, RCD Mallorca.
- Ascens a Primera divisió: Real Santander, RCD Mallorca.
- Descens a Segona divisió: Atlético Osasuna, UD Las Palmas.
- Ascens a Segona divisió: CE Castelló, Hèrcules CF, CD Málaga, Pontevedra CF, UD Salamanca, San Sebastián CF.
- Descens a Tercera divisió: Club Ferrol, Deportivo Alavés, Real Avilés CF, CD Badajoz, RC Recreativo de Huelva, Atlético Almería.